# Плескачівська сільська рада
Плескачі́вська сільська́ ра́да — адміністративно-територіальна одиниця та орган місцевого самоврядування у Смілянському районі Черкаської області. Адміністративний центр — село Плескачівка.

## Загальні відомості
- Населення ради: 1 103 особи (станом на 2001 рік)

## Населені пункти
Сільській раді підпорядковані населені пункти:
- с. Плескачівка
- с. Шевченка

## Склад ради
Рада складається з 15 депутатів та голови.
- Голова ради:
- Секретар ради: Антонова Оксана Павлівна

### Керівний склад попередніх скликань
| Прізвище, ім'я, по батькові | Основні відомості                                    | Дата обрання | Дата звільнення |
| --------------------------- | ---------------------------------------------------- | ------------ | --------------- |
| Кикоть Микола Васильович    | Сільський голова, 1949 року народження, безпартійний | 26.03.2006   | 31.10.2010      |

Примітка: таблиця складена за даними сайту Верховної Ради України

### Депутати
За результатами місцевих виборів 2010 року депутатами ради стали:

#### За суб'єктами висування
| Суб'єкт висування | Кількість обраних депутатів | %   |
| ----------------- | --------------------------- | --- |
| Самовисування     | 15                          | 100 |

#### За округами
| № округу | Прізвище, ім'я, по батькові   | Дата визнання обраним | Освіта  | Партійна приналежність | Відомості про обраного депутата                             |
| -------- | ----------------------------- | --------------------- | ------- | ---------------------- | ----------------------------------------------------------- |
| 1        | Овчаренко Наталія Олексіївна  | 02.11.2010            | середня | позапартійна           | Плескачівська сільська рада, касир                          |
| 2        | Скуба Віталій Васильович      | 02.11.2010            | середня | позапартійний          | ВСК «Міжгір'я», різноробочий                                |
| 3        | Шевченко Лідія Дмитрівна      | 02.11.2010            | вища    | позапартійна           | ВСК «Міжгір'я», завідувачка ферми                           |
| 4        | Дитюченко Олег Анатолійович   | 02.11.2010            | вища    | позапартійний          | АЗС м. Черкаси, оператор                                    |
| 5        | Овчаренко Олексій Васильович  | 02.11.2010            | вища    | позапартійний          | тимчасово не працює                                         |
| 6        | Антонова Оксана Павлівна      | 02.11.2010            | вища    | позапартійна           | Плескачівська сільська рада, секретар                       |
| 7        | Кононенко Іван Васильович     | 02.11.2010            | середня | позапартійний          | Сунківське лісництво, єгер                                  |
| 8        | Репало Зінаїда Василівна      | 02.11.2010            | вища    | позапартійна           | ВСК «Міжгір'я», обліковець                                  |
| 9        | Смаглій Тетяна Валентинівна   | 02.11.2010            | середня | позапартійна           | Плескачівська сільська рада, соціальний працівник           |
| 10       | Ляшенко Сергій Олексійович    | 02.11.2010            | середня | позапартійний          | тимчасово не працює                                         |
| 11       | Ляшенко Надія Федорівна       | 02.11.2010            | середня | позапартійна           | Плескачівське відділення зв'язку, листоноша                 |
| 12       | Кравченко Наталія Олексіївна  | 14.11.2010            | вища    | позапартійна           | ВСК «Міжгір'я», бухгалтер                                   |
| 13       | Підгорна Наталія Василівна    | 02.11.2010            | вища    | позапартійна           | пенсіонер                                                   |
| 14       | Елеганська Світлана Сергіївна | 02.11.2010            | вища    | позапартійна           | фельдшерсько-акушерський пункт с. Шевченко, завідувачка ФАП |
| 15       | Овчаренко Олександр Іванович  | 02.11.2010            | середня | позапартійний          | студент                                                     |